# Born Out of Time/No Next Time
Born Out of Time con il lato B No Next Time è un singolo a 45 giri pubblicato dal gruppo punk australiano dei New Christs per l'etichetta australiana Citadel Records e pubblicato in Europa dalla Sonic Records.

## Tracce (CIT017)
- Born Out of Time
- No Next Time

## Musicisti
- Rob Younger - voce
- Richard Jakimayszyn - chitarra
- Chris Masuak - chitarra
- Kent Steedman - chitarra in Born out of time
- Tony Robertson - basso
- Mark Kingsmill - batteria